# Siebenarmiger Leuchter (Kirche)

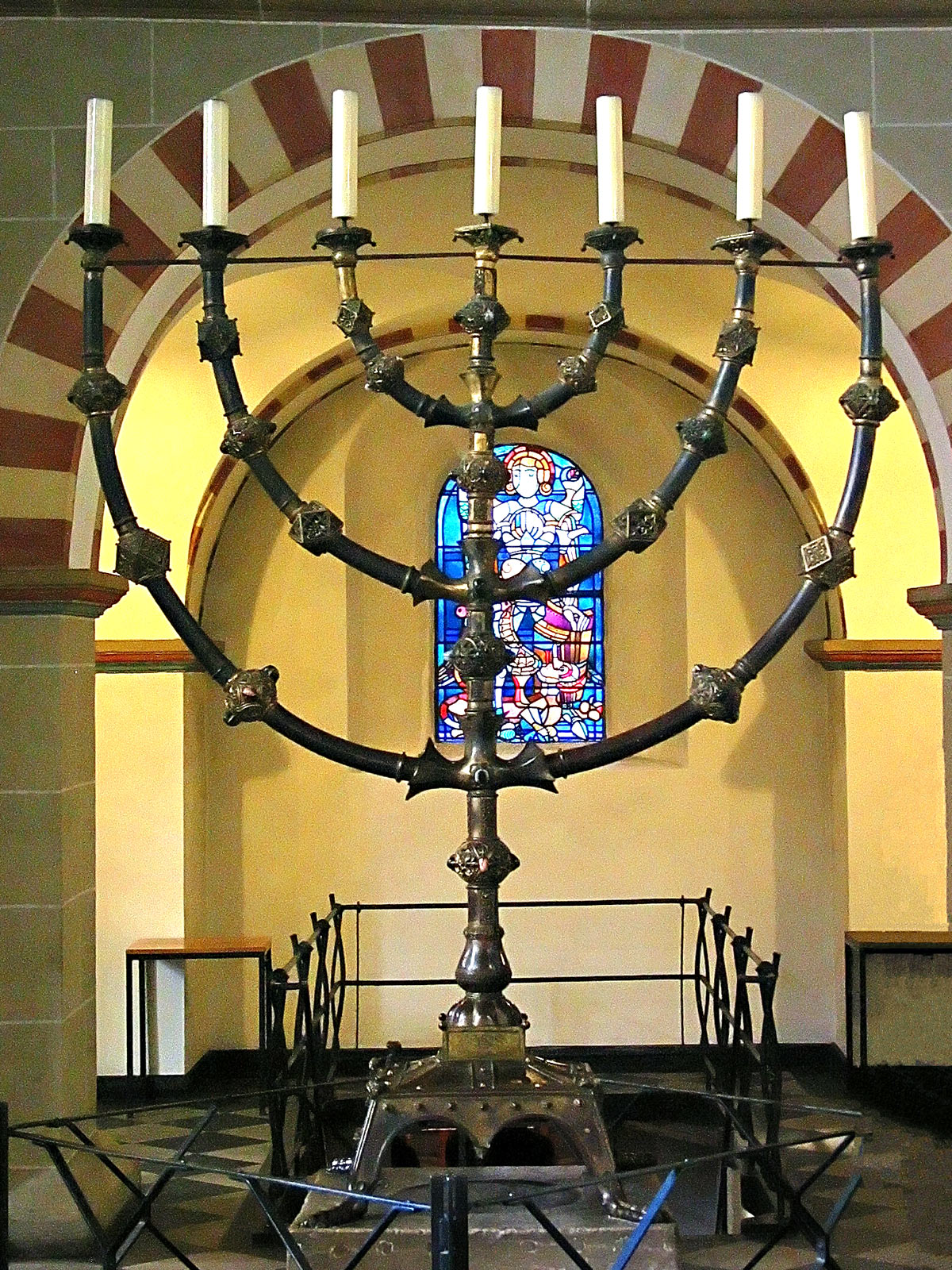
Siebenarmiger Leuchter im Essener Münster

Ein siebenarmiger Leuchter findet sich als Teil der Kirchenausstattung in manchen, meist mittelalterlichen Kirchen.

## Symbolik

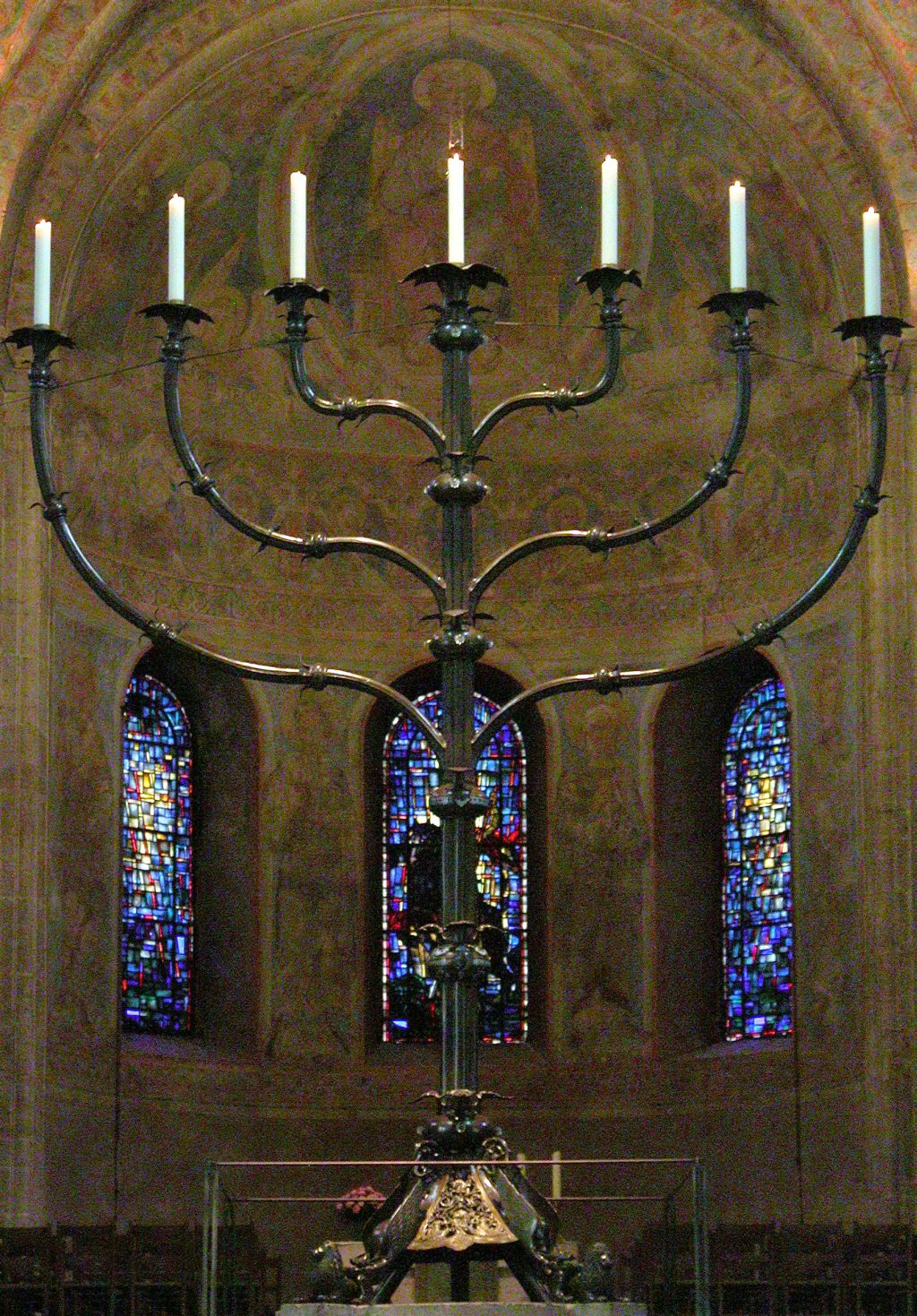
Der Braunschweiger Leuchter

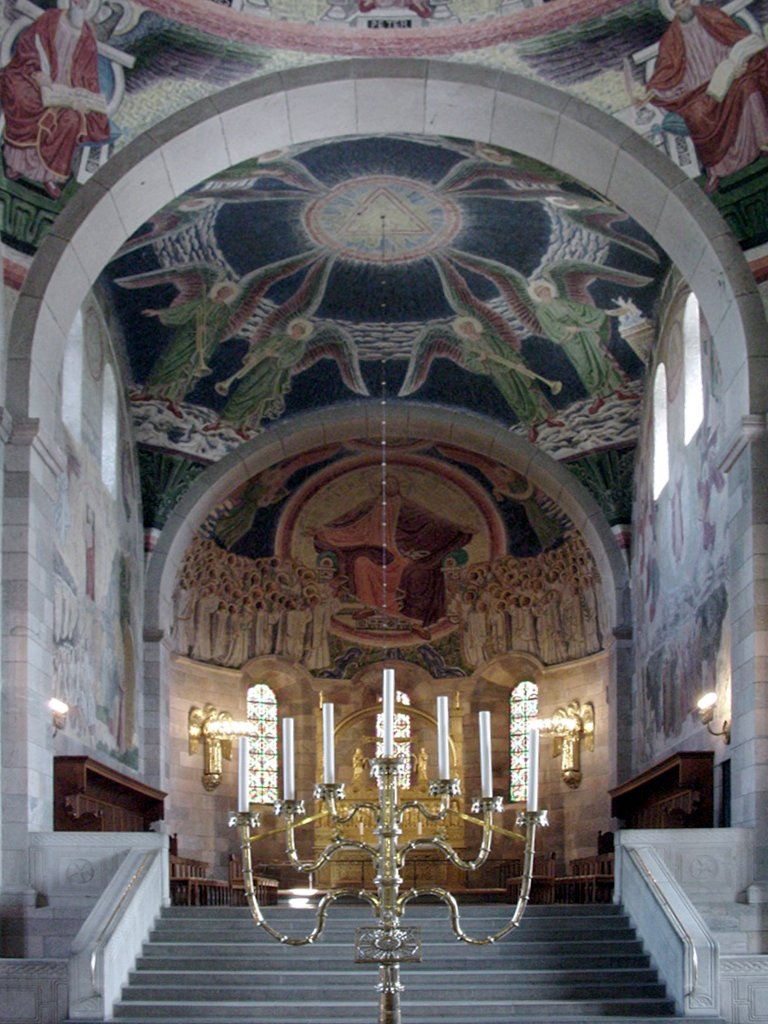
Leuchter im Dom zu Viborg

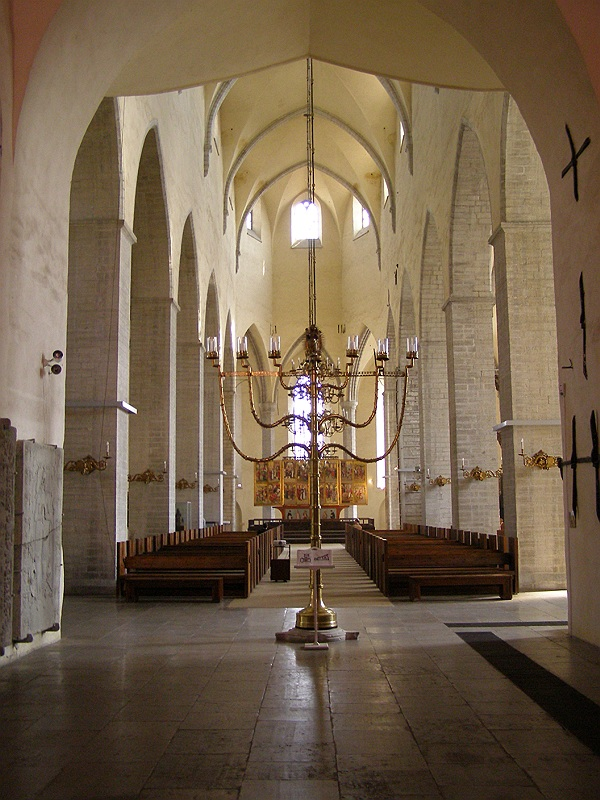
Leuchter in der Nikolaikirche in Tallinn

### Menora
Die siebenarmigen Leuchter beziehen sich auf die jüdische Menora, den siebenarmigen Leuchter des alttestamentlichen Salomonischen Tempels, der im 2. Buch Mose (2 Mos 37,17–24 ) genannt wird. Vermittelt durch die Buchmalerei fand der siebenarmige Leuchter Eingang in die christliche Kunst. In der Zeit der Karolinger entstanden Nachbildungen dieses jüdischen Tempelgeräts, dessen ältestes erhaltenes Exemplar der Essener Leuchter aus der Zeit um 1000 ist.

### Jessebaum
Durch mittelalterliche Theologen wie Rupert von Deutz wurde der siebenarmige Leuchter im christlichen Sinn als Abbild Christi neu interpretiert.  Der Leuchter mit seinen pflanzenartigen Verzierungen wächst wie ein Baum (Jessebaum) in die Höhe, welcher der Wurzel Jesse entspringt. Nach der Weissagung des Propheten Jesaja (Jes 11,1–3 ) entspringt der radix Jesse (Wurzel, Stamm des Isai) die virga (Spross), auf deren flos (Blüte, Jesus Christus) der siebenfache Geist Gottes ruhen wird. Ebenso ist die Deutung des Leuchters als lignum vitae, als Holz des Lebens oder Lebensbaum, möglich, der Auferstehung und Ewiges Leben symbolisiert. Dazu passt, dass einige der Leuchter offenbar als Memorial gestiftet wurden.

### Siebenzahl
Die Siebenzahl besitzt in der christlichen Symbolik eine große Bedeutung und verweist unter anderem auf die Vollendung der Schöpfung. Sie schließt die Zahlen Vier (vier Evangelisten und vier Winde) und Drei ein. In der Offenbarung des Johannes erscheint Christus mit sieben goldenen Leuchtern (Offb 1,12 ), die die sieben Gemeinden symbolisieren (Offb 1,20 ), an die Johannes schreibt. Christus trägt in der Vision die Schlüssel des Todes und der Hölle. Die Siebenzahl lässt sich weiterhin verbinden mit den sieben Gaben des Heiligen Geistes und den sieben Sakramenten ebenso wie mit den alttestamentlichen sieben „Säulen der Weisheit“ im Buch der Sprichwörter (Spr 9,1 ).

## Beispiele
Die bedeutendsten Beispiele im deutschsprachigen Raum sind
- der siebenarmige Leuchter in der Essener Münsterkirche (1000)
- der siebenarmige Leuchter der Klosterkirche im Stift Klosterneuburg (1135)[1]
- der siebenarmige Leuchter im Braunschweiger Dom (1170–1180)[2]
- der Bevenser Siebenstern, ein Holzleuchter, der in Bad Bevensen in fast jedem Haushalt zu finden ist. Er wird unter anderem seit 1842 zur Frühmette am 1. Weihnachtstag in die Kirche mitgeführt.[3] Dieser Brauch hat sich bis heute erhalten.[4]

Weitere mittelalterliche siebenarmige Leuchter finden sich
- im Veitsdom in Prag (1150–1158)[5]
- im Mailänder Dom (Trivulzio-Kandelaber) (ca. 1200)[6]
- in der Busdorfkirche von Paderborn (ca. 1300)[7]
- im Kolberger Dom (1327 von Hans Apengeter)[8]
- in der Sankt-Gertraud-Kirche, Frankfurt (1376)[9]
- in St. Nicolai (Mölln), vermutlich aus dem Kloster Marienwohlde (1436)[10]
- in Eutin (1444)[11]
- im Dom zu Viborg (1494)[12]
- im Magdeburger Dom (1494)[13]
- im Dom zu Aarhus (1515)[14]
- in der Nikolaikirche, Tallinn (1519)[15]
- im Dom St. Marien (Fürstenwalde) (1538)[16]
- in der Basilika Mariä Himmelfahrt in Brünn (15. Jahrhundert)
- im Dom zu Lund (15. Jahrhundert)[17]
- in St. Bonifatius (Freckenhorst) (15. Jahrhundert)[18]
- in der Sankt Nikolai kyrka, Stockholm (15. Jahrhundert)[19]

Moderne siebenarmige Leuchter stehen
- in der Kirche von Jakobstad (1706)[20]
- in der Kirche von Nykarleby (1752)[21]
- in der Berliner St. Hedwigskathedrale
- im Dom St. Nikolai (Greifswald)
- im Dom St. Kilian (Würzburg) (1981 von Andreas Moritz)
- in der Friedenskirche Berlin-Grünau (2008 von Achim Kühn)
- in der Hauptkirche St. Nikolai (Klosterstern, Hamburg) (2002 von Ricarda Wyrwol)
- in der Matthäuskirche Ingolstadt